# Trolltunga
Trolltunga (lingua del troll, in italiano) è una roccia sporgente che si staglia in orizzontale al di sopra del villaggio di Skjeggedal presso Odda, contea di Vestland in Norvegia meridionale. È situata a 1100 m s.l.m. sospesa a 700 metri sul lago Ringedalsvatnet.

## Caratteristiche
L'escursione richiede 8-10 ore in totale (al Trolltunga da Skjeggedal - passando per Tyssedal - e ritorno) e la salita presenta un dislivello di circa 900 metri. Nella zona ci sono associazioni turistiche con postazioni di alloggio. Il Trolltunga, dal quale si può accedere al resto dell'Hardangervidda, può essere punto di partenza per escursioni più lunghe, come quella verso Harteigen.

## Galleria d'immagini

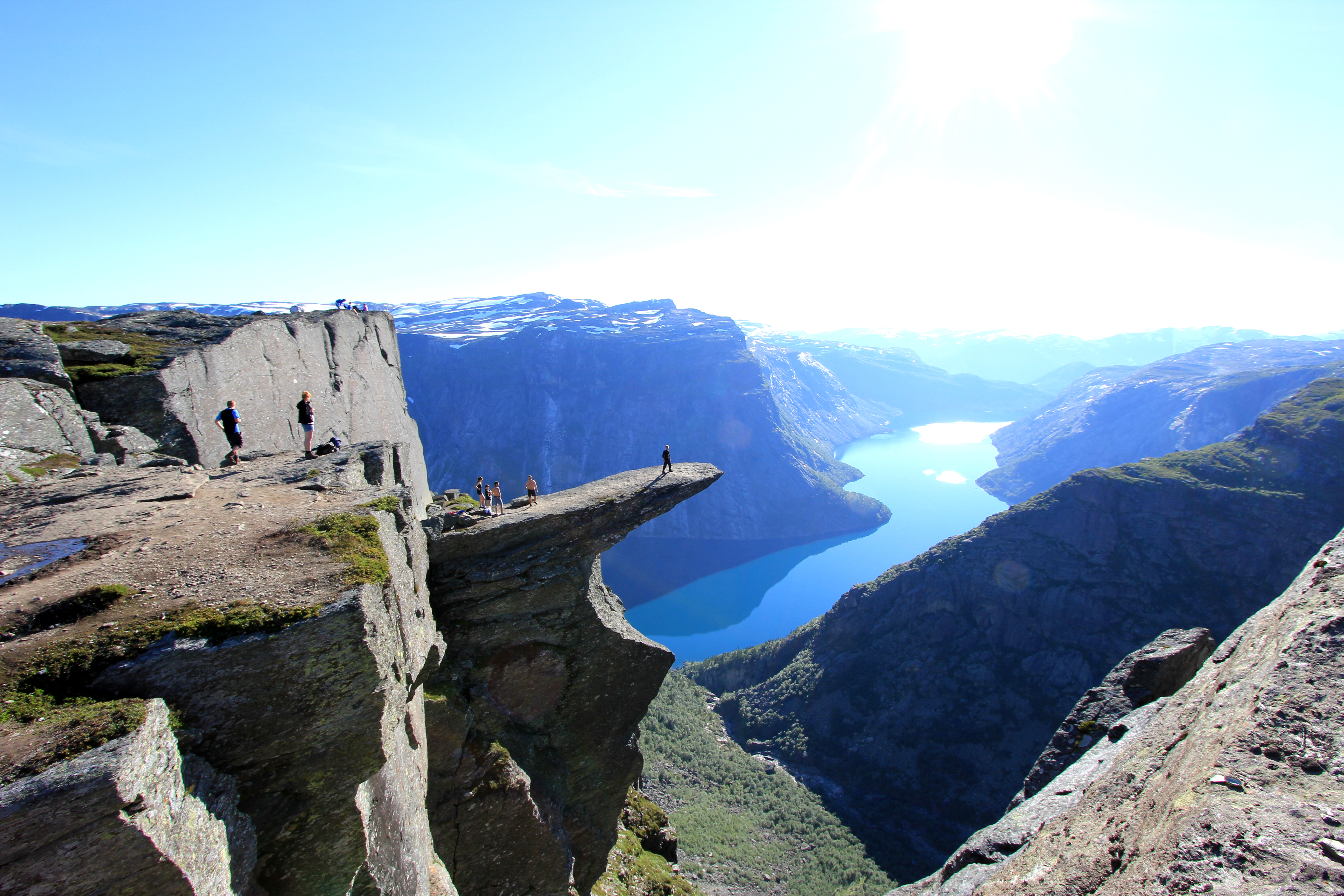
Trolltunga
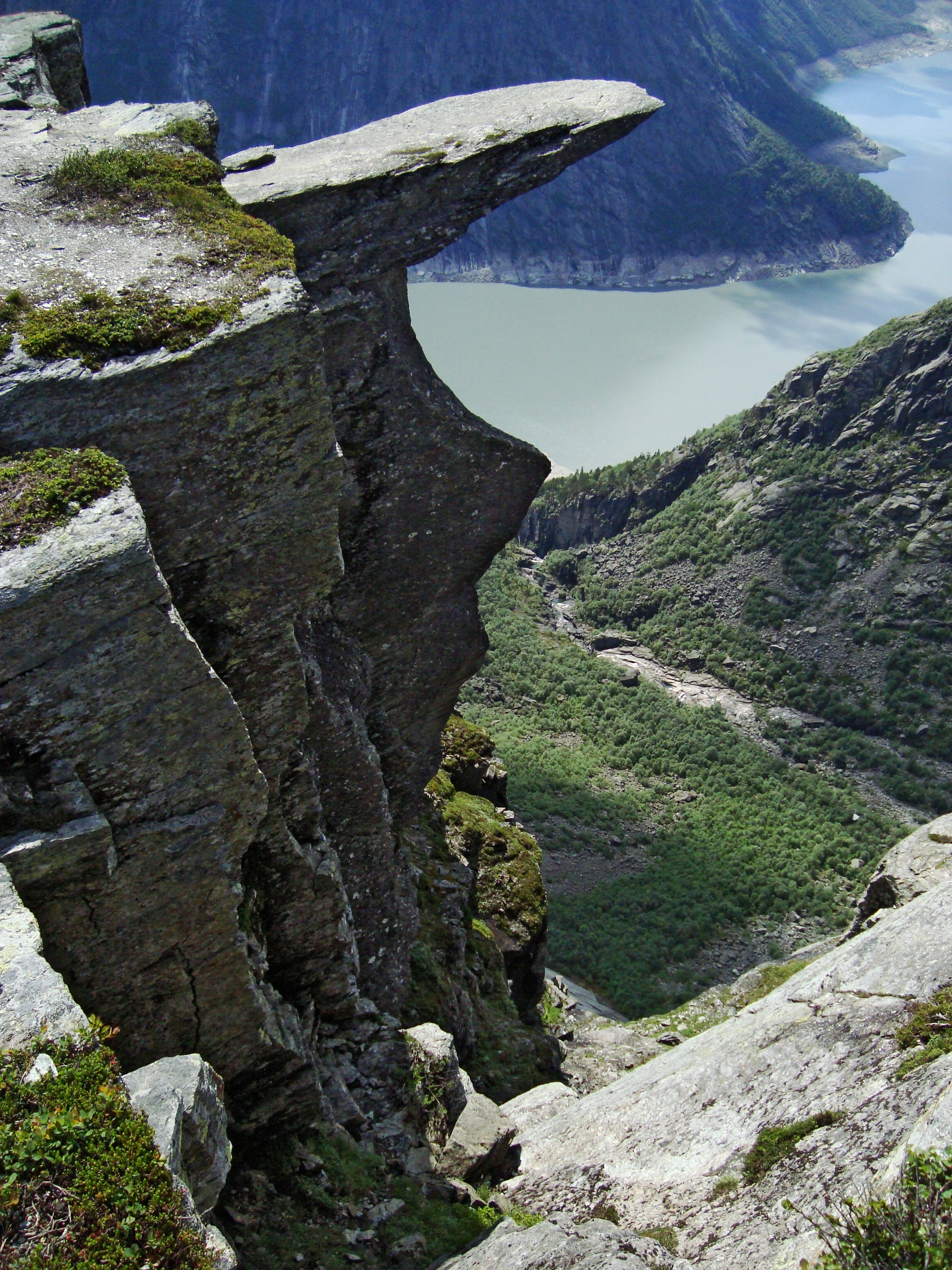
Trolltunga
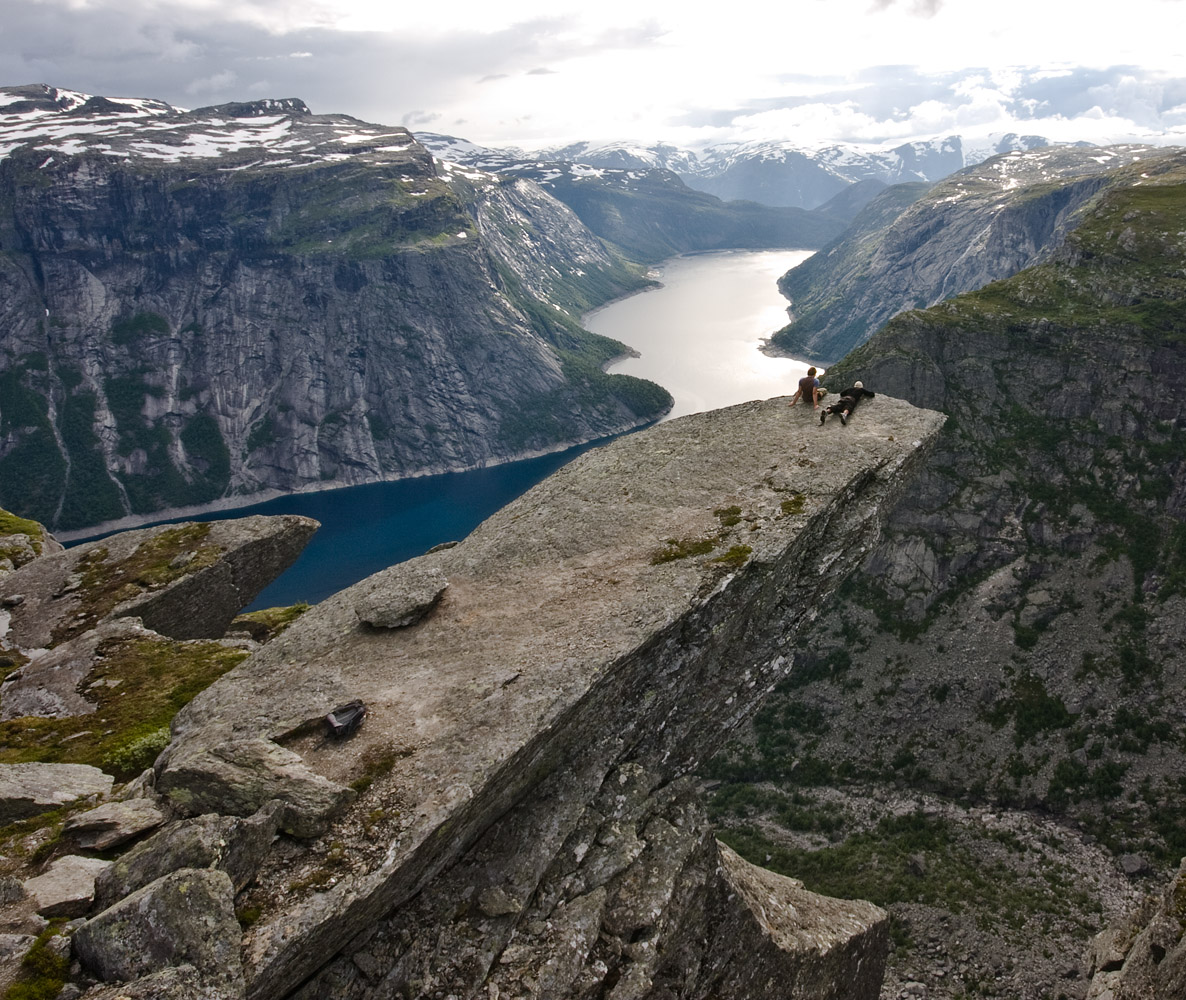
Escursionisti sul Trolltunga